# Canottaggio ai Giochi della XXX Olimpiade - 2 di coppia femminile
Il 2 di coppia femminile dei Giochi della XXX Olimpiade si è svolto tra il 30 luglio e il 3 agosto 2012. Hanno partecipato 10 equipaggi.
La gara è stata vinta dall'equipaggio britannico formato da Anna Watkins e Katherine Grainger, che hanno concluso la finale con il tempo di 6'55"82; l'argento e il bronzo sono andati rispettivamente all'equipaggio australiano Crow-Pratley e a quello polacco Fularczyk-Michalska.

## Formato
Nel primo turno, i primi due equipaggi di ogni batteria accedono alla finale A, mentre gli altri competono in un ripescaggio che qualifica altri due equipaggi. Gli equipaggi eliminati al ripescaggio competono in una finale B per i piazzamenti.

## Programma
| Data           | Ora (BST/UTC+1) | Turno      |
| -------------- | --------------- | ---------- |
| 30 luglio 2012 | 10:20           | Batterie   |
| 31 luglio 2012 | 9:50            | Ripescaggi |
| 3 agosto 2012  | 10:30           | Finali     |

## Risultati

### Batterie

#### Batteria 1
| Pos. | Atleti                           | Nazione       | Tempo   | Note |
| ---- | -------------------------------- | ------------- | ------- | ---- |
| 1    | Anna Watkins Katherine Grainger  | Gran Bretagna | 6'44"33 | Q    |
| 2    | Fiona Paterson Anna Reymer       | Nuova Zelanda | 6'49"44 | Q    |
| 3    | Wang Min Zhu Weiwei              | Cina          | 6'50"64 | R    |
| 4    | Inge Janssen Elisabeth Hogerwerf | Paesi Bassi   | 7'00"10 | R    |
| 5    | Lenka Antošová Jitka Antošová    | Rep. Ceca     | 7'05"05 | R    |

#### Batteria 2
| Pos. | Atleti                              | Nazione     | Tempo   | Note |
| ---- | ----------------------------------- | ----------- | ------- | ---- |
| 1    | Kim Crow Brooke Pratley             | Australia   | 6'48"80 | Q    |
| 2    | Magdalena Fularczyk Julia Michalska | Polonia     | 6'50"85 | Q    |
| 3    | Margot Shumway Sarah Trowbridge     | Stati Uniti | 6'55"25 | R    |
| 4    | Tina Manker Stephanie Schiller      | Germania    | 7'08"36 | R    |
| 5    | Hanna Kravčenko Olena Burjak        | Ucraina     | 7'09"40 | R    |

### Ripescaggi
| Pos. | Atleti                           | Nazione     | Tempo   | Note |
| ---- | -------------------------------- | ----------- | ------- | ---- |
| 1    | Wang Min Zhu Weiwei              | Cina        | 7'09"65 | Q    |
| 2    | Margot Shumway Sarah Trowbridge  | Stati Uniti | 7'10"37 | Q    |
| 3    | Lenka Antošová Jitka Antošová    | Rep. Ceca   | 7'11"68 |      |
| 4    | Tina Manker Stephanie Schiller   | Germania    | 7'18"37 |      |
| 5    | Inge Janssen Elisabeth Hogerwerf | Paesi Bassi | 7'19"80 |      |
| 6    | Hanna Kravčenko Olena Burjak     | Ucraina     | 7'23"02 |      |

### Finali
| Pos. | Atleti                           | Nazione     | Tempo   | Note |
| ---- | -------------------------------- | ----------- | ------- | ---- |
| 1    | Lenka Antošová Jitka Antošová    | Rep. Ceca   | 7'24"93 |      |
| 2    | Inge Janssen Elisabeth Hogerwerf | Paesi Bassi | 7'29"57 |      |
| 3    | Tina Manker Stephanie Schiller   | Germania    | 7'33"32 |      |
| 4    | Hanna Kravčenko Olena Burjak     | Ucraina     | 7'36"65 |      |

| Pos. | Atleti                              | Nazione       | Tempo   | Note |
| ---- | ----------------------------------- | ------------- | ------- | ---- |
|      | Anna Watkins Katherine Grainger     | Gran Bretagna | 6'55"82 |      |
|      | Kim Crow Brooke Pratley             | Australia     | 6'58"55 |      |
|      | Magdalena Fularczyk Julia Michalska | Polonia       | 7'07"92 |      |
| 4    | Wang Min Zhu Weiwei                 | Cina          | 7'08"92 |      |
| 5    | Fiona Paterson Anna Reymer          | Nuova Zelanda | 7'09"82 |      |
| 6    | Margot Shumway Sarah Trowbridge     | Stati Uniti   | 7'10"54 |      |